# Sutcombe
Sutcombe – wieś i civil parish w Anglii, w Devon, w dystrykcie Torridge. W 2011 civil parish liczyła 347 mieszkańców. Sutcombe jest wspomniana w Domesday Book (1086) jako Sutecome/Sutecoma.